# 台中市公車278路
台中市公車278路目前行駛自東勢到水井。主要行使新社區中和街、新社區東山街、新社區水井街。

## 歷史
- 2013年1月1日：移撥為臺中市公車，原為公路客運6589〈東勢－水井〉。
- 2014年10月1日：「新社新村」更名為「新社高中」，「新社高中」更名為「擺頭店」，「復興社區」更名為「復盛橋」。

## 路線基本資料
全程行車里數待查，全程行車時間待查。去程往水井共39站，回程往東勢共36站。
去程往水井從東勢起，沿著東勢區豐勢路、東勢區東蘭路、東勢區新豐街、新社區和盛街、中和街、東山街、水井街到水井。回程往東勢從水井起，沿著新社區水井街、東山街、中和街、和盛街、東勢區豐勢路到東勢。

### 時刻表
- 時刻表更新日期為2025年3月7日。

| 台中市公車278路平日時刻列表 | 台中市公車278路平日時刻列表 | 台中市公車278路平日時刻列表 | 台中市公車278路平日時刻列表 |
| --------------------------- | --------------------------- | --------------------------- | --------------------------- |
| 東勢開時刻                  | 東勢開備註                  | 水井開時刻                  | 水井開備註                  |
| 06:00                       | -                           | 07:10                       | -                           |

例假日及寒暑假停駛

### 收費
依里程計費；刷電子票證八公里免費

### 停站
參見右側站牌路線圖。